# 明徳駅 (大邱広域市)
明徳駅（ミョンドクえき）は、大韓民国大邱広域市中区にある大邱交通公社（DTRO）の駅である。
1号線と3号線が乗り入れている。それぞれの駅番号は、1号線が129、3号線が331である。

## 歴史
- 1997年11月26日 - 1号線の駅が開業。
- 2003年2月18日 - 中央路駅で放火事件のため全線運休。
- 2003年10月21日 - 運行再開。
- 2009年3月13日 - 2番出口にエレベーター新設[1]。
- 2015年4月23日 - 3号線の駅が開業。

## 駅構造

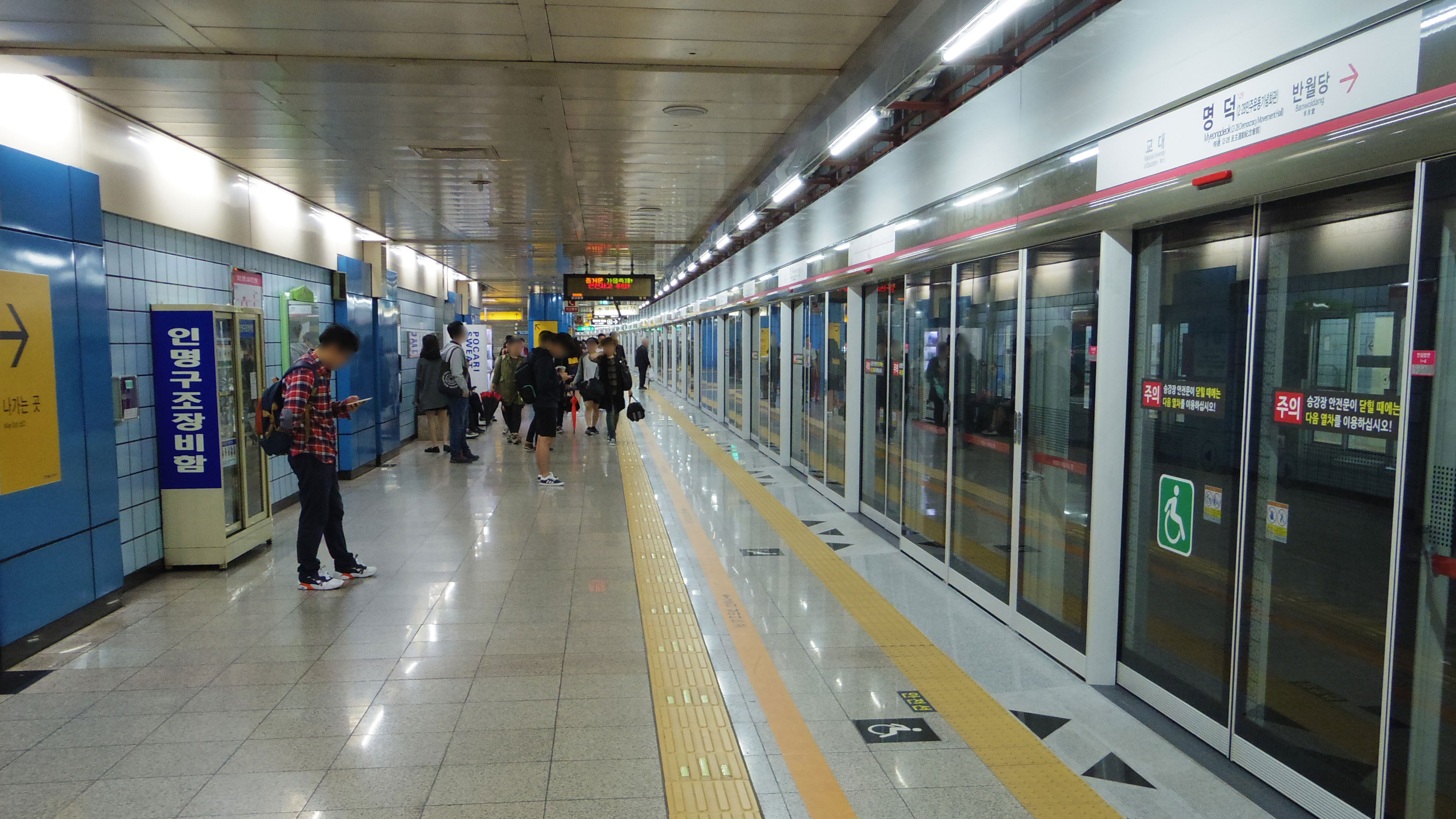
1号線ホーム

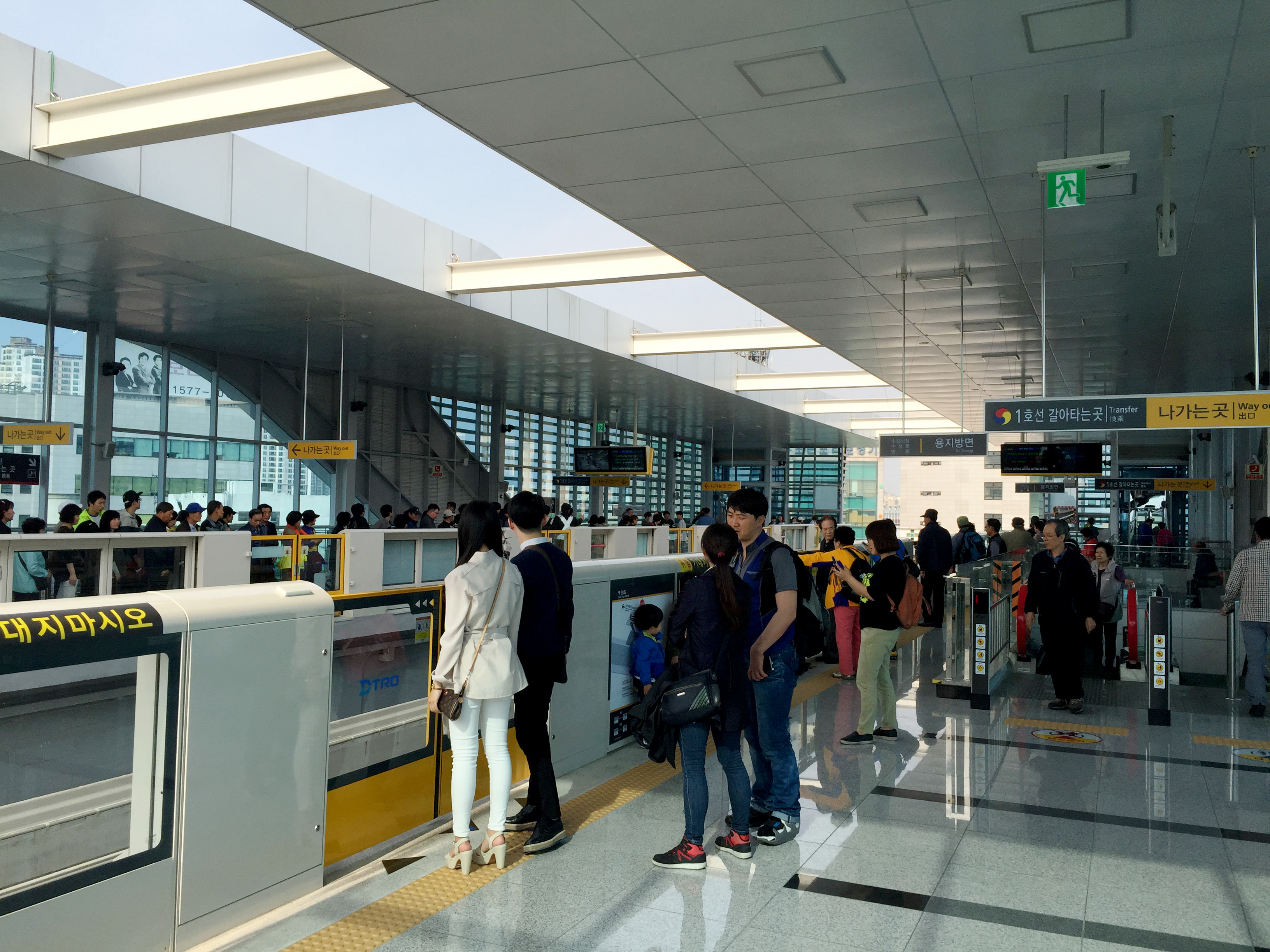
3号線ホーム

1号線は相対式ホーム2面2線を有する地下駅、3号線は相対式ホーム2面2線を有する高架駅。
1号線の当駅と半月堂駅の間に2号線・青蘿の丘駅への接続線があり、2号線の電車を月背車両事業所に回送する目的として使用されている。

### のりば
※のりばの番号は両線共に存在しない。
| 地下 1号線ホーム |       |                                            |
| 上り             | 1号線 | 嶺大病院・聖堂池・舌化椧谷方面             |
| 下り             | 1号線 | 半月堂・中央路・安心方面                   |
| 地上 3号線ホーム |       |                                            |
| 上り             | 3号線 | 達城公園・万坪・漆谷雲岩・漆谷慶大病院方面 |
| 下り             | 3号線 | 大鳳橋・寿城池・凡勿・龍池方面             |

## 利用状況
近年の一日平均乗車人員推移は下記の通り。
| 路線  | 乗車人員 | 乗車人員 | 乗車人員 | 乗車人員 | 乗車人員 | 乗車人員 | 乗車人員 | 乗車人員 | 乗車人員 | 乗車人員 | 注釈  |
| 路線  | 1997年   | 1998年   | 1999年   | 2000年   | 2001年   | 2002年   | 2003年   | 2004年   | 2005年   | 2006年   | 注釈  |
| ----- | -------- | -------- | -------- | -------- | -------- | -------- | -------- | -------- | -------- | -------- | ----- |
| 1号線 | 3007     | 4726     | 5104     | 非公開   | 4743     | 4910     | 1337     | 4534     | 4624     | 6115     | [ 2 ] |
| 路線  | 2007年   | 2008年   | 2009年   | 2010年   | 2011年   | 2012年   | 2013年   | 2014年   | 2015年   | 2016年   |       |
| 1号線 | 5976     | 5971     | 5919     | 5953     | 6080     | 5874     | 5849     | 5579     |          |          | [ 2 ] |

## 駅周辺
- 慶北女子商業高等学校（朝鮮語版）
- 南山洞郵便局
- 大邱明徳初等学校（朝鮮語版）
- ウリィ銀行明徳支店
- フランスホテル
- 慶北芸術高等学校（朝鮮語版）
- 大明2洞住民センター
- 東大邱農協 南山支所
- 慶北女子高等学校（朝鮮語版）
- 南門市場
- 南山1洞住民センター
- 大邱銀行（朝鮮語版）南門市場支店
- 南山カトリック教会
- 天主教大邱大教区（朝鮮語版）庁
- 大邱カトリック大学神学大学
- 2.28民主運動記念会館
- ラファエル病院
- 大邱郷校

## 隣の駅
大邱交通公社
1号線
教大駅（128） - 明徳駅（129） - 半月堂駅（130）
3号線
南山駅（330） - 明徳駅（331） - ゴンドゥルバウィ駅（332）